# Johan Olofsson (Gyllenhorn)
Johan Olofsson (Gyllenhorn), död 1556, var en svenskt riksråd, lagman och häradshövding.

## Biografi
Johan Olofsson var son till häradshövdingen Olof Joensson i Åsunda härad och Brita Jönsdotter. Han arbetade som väpnare och hyllades 1521 av Gustav Vasa. Johan Olofsson satte 14 augusti 1525 i konungsnämnden i Linköping och fick 1528 i uppdrag att delta i ett möte i Lödöse den 30 maj.
Han blev riksråd 1529 och lagman i Västmanlands och Dalarnas lagsaga 1531, vilken tjänst han innehade intill sin död 1556. Även häradshövding i Trögds härad från 1537 och i slottsloven på slottet Tre Kronor i Stockholm 1542. Han avled 1556 och begravdes i Storkyrkan, Stockholm.
Innehade Hacksta i Näs socken och genom gifte Ekhult i Björsäters socken.

### Familj
Johan Olofsson gifte sig 1529 med Carin Bese (död 1585). Hon var dotter till väpnaren Nils Nilsson Bese och Kerstin Gottschalksdotter. De fick tillsammans barnen Olof Johansson (född 1530), Hebbla Johansodtter, fänriken Arent Johansson Gyllenhorn (död 1580) vid adelsfanan, Görvel Johansdotter Gyllenhorn (död 1619) som var gift med riksrådet Gustaf Björnsson (Bååt), Gottschalk Johansson, Christina Johansdotter Gyllenhorn som var gift med ståthållaren Jöns Ulfsson Snakenborg på Stegeborg och Brita Johandotter Gyllenhorn som var gift med furstliga rådet Jöran Larsson Sparre.